# 趙仙郎
趙 仙郎（ちょう せんろう、1113年 - 1127年4月27日）は、北宋の徽宗の第23皇女（夭逝を除いて第12皇女）。

## 経歴
婕妤韓氏（後に修容嬪となった）の娘として生まれた。政和4年（1114年）4月6日、保福帝姫の位を授けられた。
靖康の変で金軍に拉致され、金の天会5年3月7日（1127年4月27日）、劉家寺の軍基地で死去した。3月24日、開封に帰葬された。諡は荘懿。

## 伝記資料
- 『靖康稗史箋證』
- 『皇第二十三女特封保福帝姫制』
- 『宋会要輯稿』